# Verin Dvin
Verin Dvin (in armeno Վերին Դվին?) è un comune dell'Armenia di 2 205 abitanti (2008) della provincia di Ararat.